# Fagopyrum esculentum

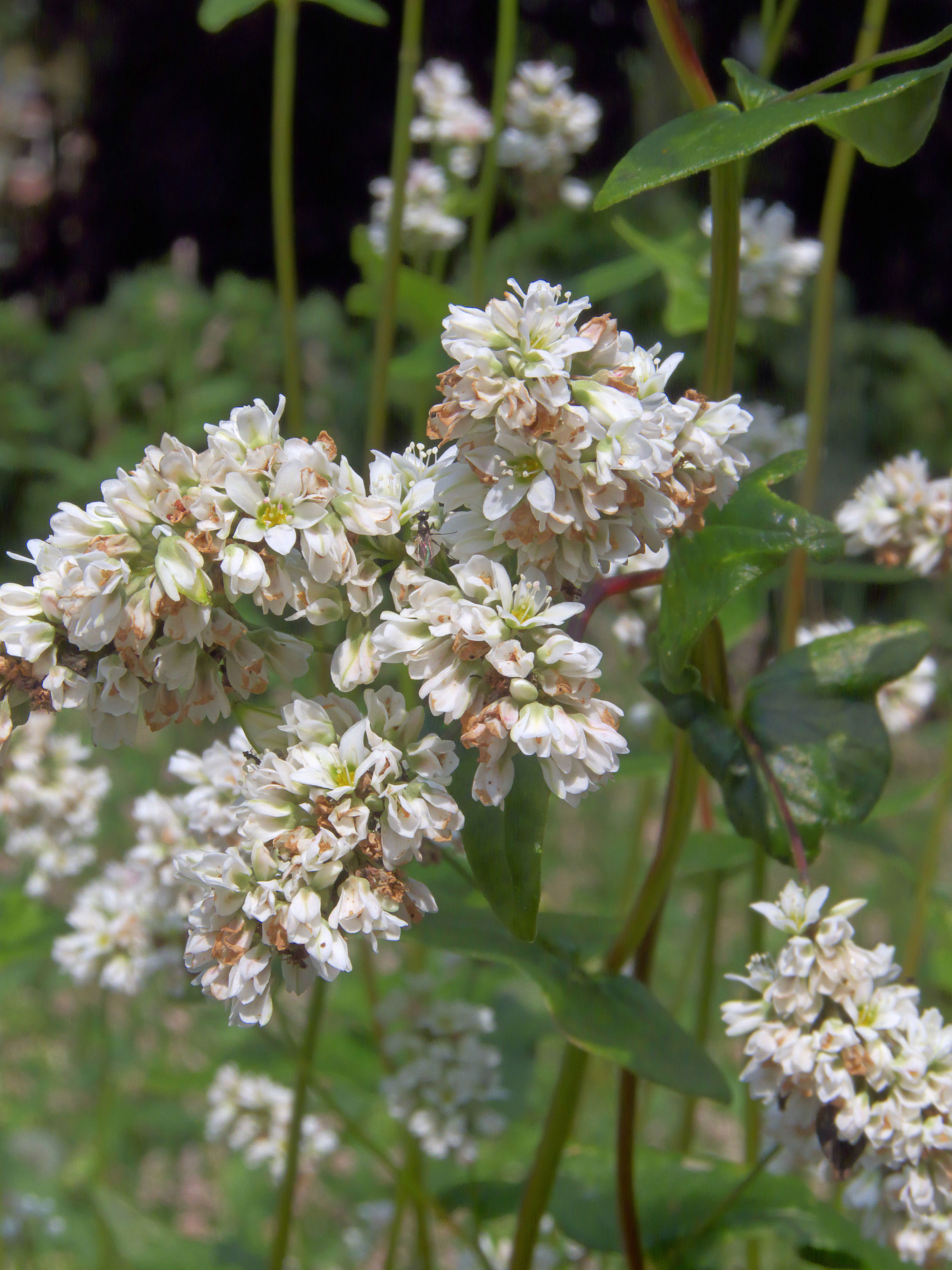
Inflorescencias, detalle

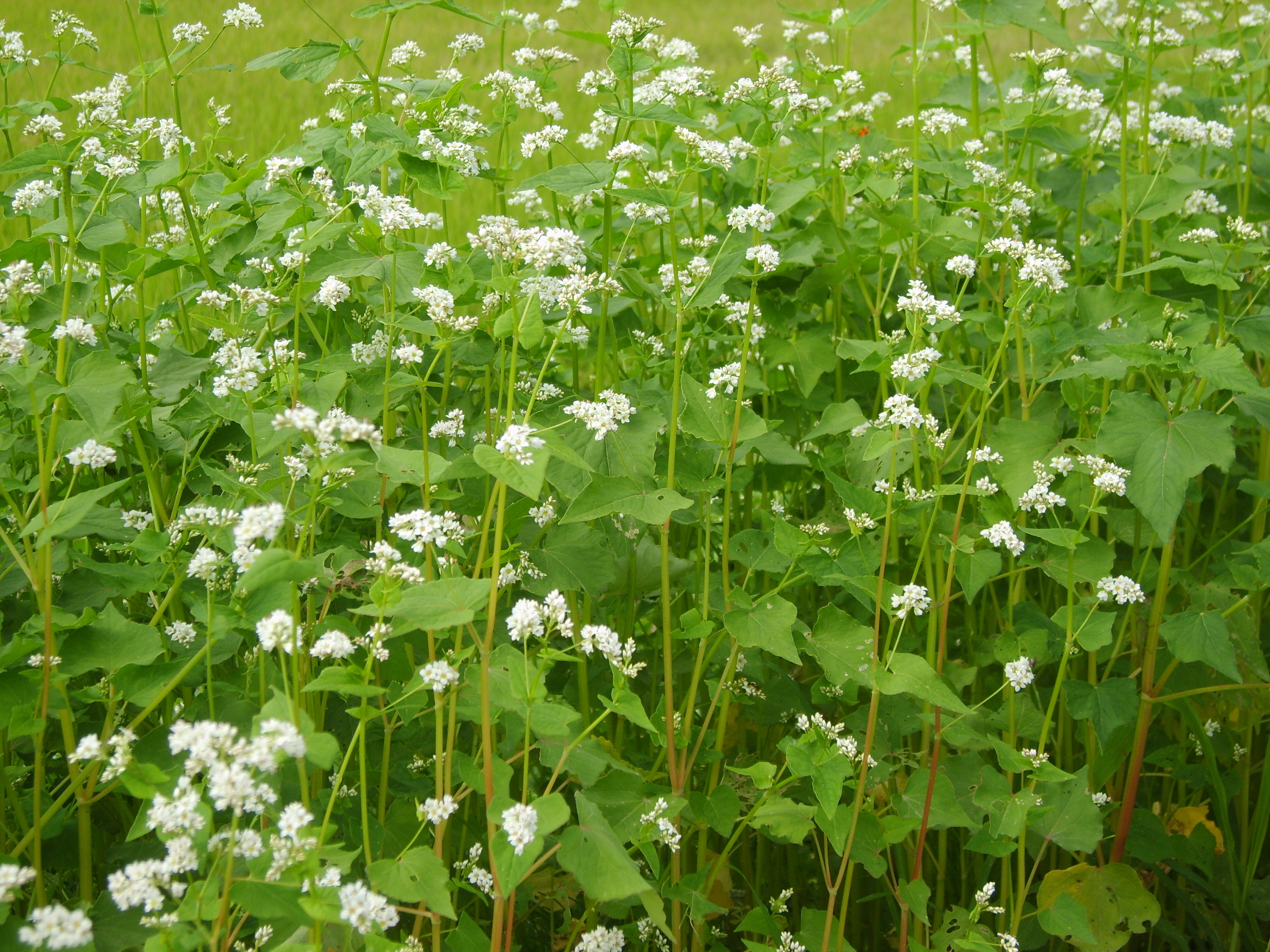
Campo de alforfón en Corea

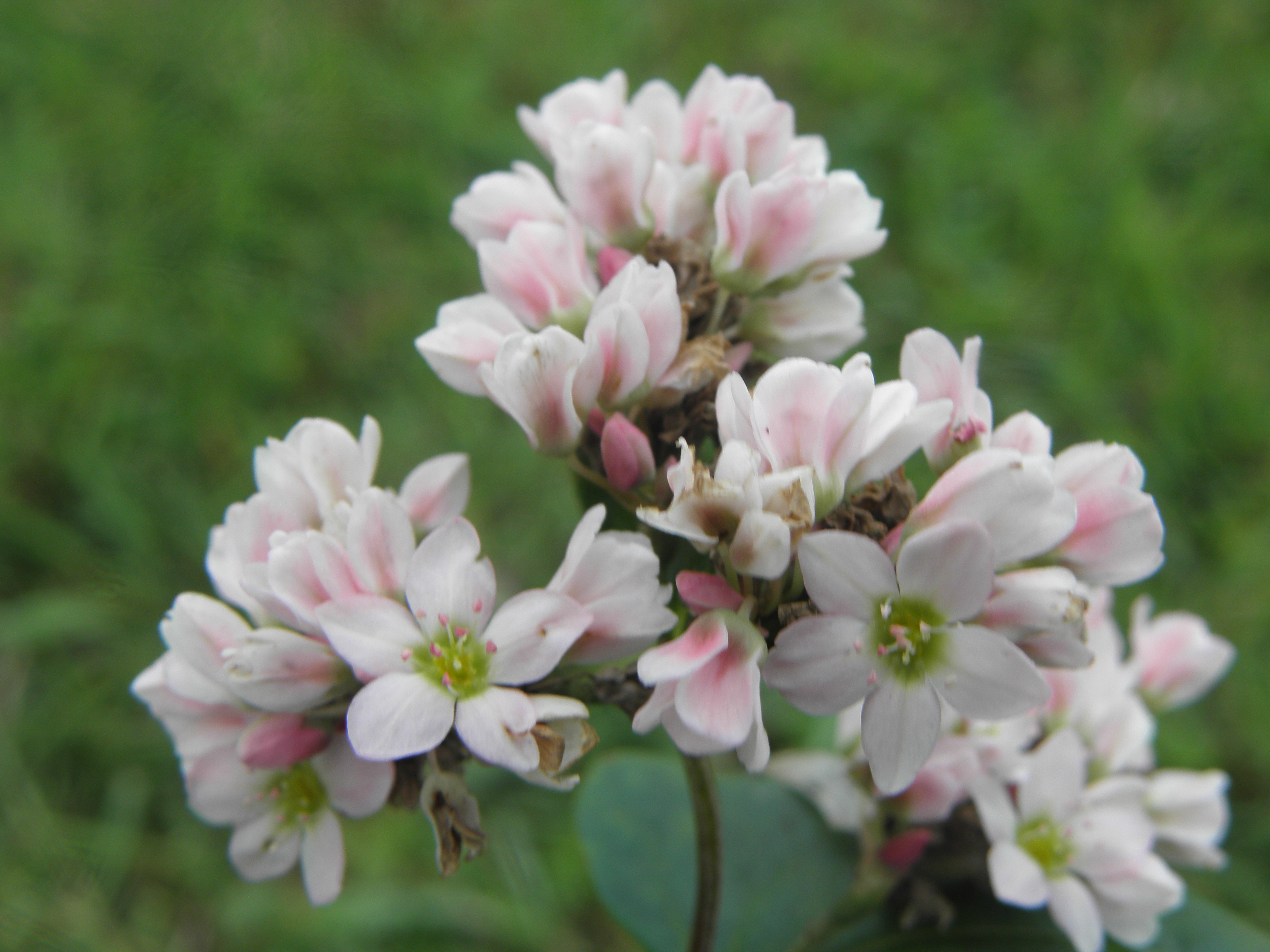
Detalle de la flor

Fagopyrum esculentum, llamado comúnmente alforfón o trigo sarraceno, es una planta anual herbácea de la familia Polygonaceae cultivada por sus granos para su consumo humano y animal. Aunque se considera popularmente un cereal, no lo es, ya que no pertenece a la familia de las gramíneas, sino a las poligonáceas. Es más adecuado considerarlo un pseudocereal. Es originario del Asia Central. Aunque se ha cultivado tradicionalmente en muchos países, hoy en día los principales países productores son los mayores consumidores. Rusia produce el 50 % del total mundial, seguida por China (17 %) y Ucrania (7 %).De su harina, en Japón se confeccionan los fideos soba. 

## Descripción
Planta herbácea anual de tallo erguido articulado y hueco, de 20 a 70 cm de alto, con hojas sagitadas más bien blandas. Las hojas superiores son abrazadoras o sésiles, mientras que las inferiores tienen un peciolo bastante largo. Las flores son de color blanco o rosa, pequeñas y agrupadas en inflorescencias terminales. Cada flor posee 8 estambres y 3 pistilos. Los frutos son aquenios de tres aristas, contienen una sola semilla y maduran de forma gradual, lo que dificulta su recolección. Estos frutos se dan de julio a octubre en el hemisferio norte.

## Historia

Trigo sarraceno, ilustración de la enciclopedia agrícola japonesa Seikei Zusetsu (1804).

El ancestro silvestre del trigo sarraceno común es F. esculentum ssp. ancestrale. F. homotropicum es interfértil con F. esculentum y las formas silvestres tienen una distribución común, en Yunnan, una provincia del suroeste de China. El ancestro silvestre del trigo sarraceno tartárico es F. tataricum ssp. potanini.
El trigo sarraceno común fue domesticado y cultivado por primera vez en el interior del Sudeste Asiático, posiblemente alrededor del 6000 a. C., y desde allí se extendió a Asia Central y Tíbet, y después al Oriente Medio y Europa, a donde llegó en el siglo XV.  Lo más probable es que la domesticación tuviera lugar en la región occidental de Yunnan, China.
Los restos más antiguos encontrados hasta ahora en China datan de "hacia" el 2600 a. C., mientras que el polen de trigo sarraceno hallado en Japón se remonta a 4000 a. C. Se cultiva en Yunnan, al borde de la meseta tibetana o en la propia meseta. El alforfón fue uno de los primeros cultivos introducidos por los europeos en Norteamérica. La dispersión por todo el mundo se completó en 2006, cuando una variedad desarrollada en Canadá se plantó ampliamente en China. En la India, la harina de trigo sarraceno se conoce como kuttu ka atta y desde hace mucho tiempo se asocia culturalmente con muchos festivales como Shivratri, Navaratri y Janmashtami. El día de estos festivales se consumen alimentos elaborados únicamente con trigo sarraceno.

## Distribución y hábitat
Planta originaria del noreste de Asia (Siberia, Manchuria) que gracias a la agricultura se hizo común en toda Europa en el siglo XVI.
Antiguamente era muy cultivada en las regiones de suelos pobres y ácidos, en Francia (principalmente Bretaña), Europa central, Rusia y Norteamérica. Su cultivo tiende a desaparecer en la actualidad debido a las dificultades para mecanizar la recolección. En Cataluña es cultivo tradicional y actual en la comarca gerundense de La Garrocha, donde existe un microclima de verano pluvioso, y se cultivan las variedades de pota de gall (‘pata de gallo’) y arracada (zarcillo o pendiente).

## Cultivo

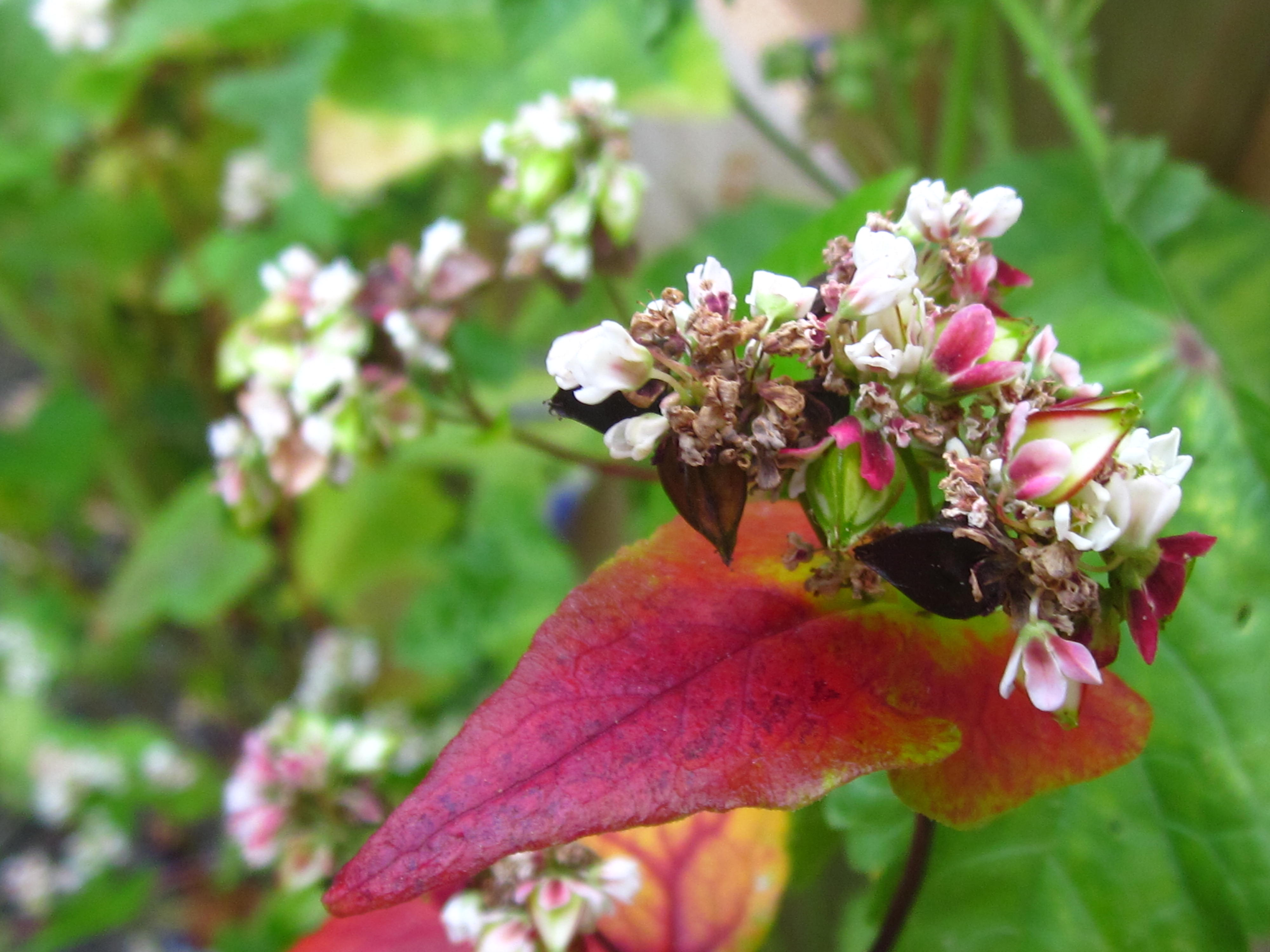
Trigo sarraceno con flores, semillas maduras y sin madurar.

Exposición del Festival de las Flores, Taiwán.

El trigo sarraceno es un cultivo de temporada corta que crece bien en suelos poco fértiles o ácidos; un exceso de fertilizantes -especialmente nitrógeno- reduce el rendimiento, y el suelo debe estar bien drenado. En climas cálidos, el trigo sarraceno solamente puede cultivarse sembrándolo a finales de la temporada, para que florezca en climas más frescos. La presencia de polinizadores aumenta mucho el rendimiento. El néctar del trigo sarraceno en floración produce una miel de color oscuro.
La planta de trigo sarraceno tiene un sistema radicular ramificado con una raíz pivotante primaria que penetra profundamente en el suelo húmedo. Alcanza de 75 a 125 cm de altura.  El trigo sarraceno tiene semillas tetraédricas y produce una flor que suele ser blanca, aunque también puede ser rosa o amarilla.  El trigo sarraceno se ramifica libremente, a diferencia del tillering o la producción de chupones, lo que permite una adaptación más completa a su entorno que otros cultivos de cereales.
El trigo sarraceno se cultiva para grano solo cuando se dispone de poco tiempo para su crecimiento, ya sea porque el trigo sarraceno es un cultivo temprano o un segundo cultivo de la temporada, o porque la temporada total de cultivo es limitada. Se establece rápidamente, lo que evita las malas hierbas de verano, y puede ser un cultivo de cobertura fiable en verano para adaptarse a un pequeño hueco de la estación cálida.  El trigo sarraceno tiene un período de crecimiento de solo 10-12 semanas y se puede cultivar en zonas de alta latitud o septentrionales.  El trigo sarraceno se utiliza a veces como abono verde, como planta para el control de la erosión o como cobertura y alimento de la fauna silvestre.

## Usos
Alimentación
En alimentación humana se utilizan sus frutos en forma de harina, tradicionalmente para hacer farinetes (gachas) en Cataluña, tortús en Occitania, galettes (crepes de sarrasin) en Bretaña, blinis en países eslavos de Europa del Este como Rusia, Ucrania, Bielorrusia, Polonia, etc., un tipo de fideos (soba) en Japón o polenta taragna en el norte de Italia. Y también para hacer harinas de galletas. 

El grano se ha utilizado en Europa desde la antigüedad, para la alimentación animal, aunque también lo consumían los campesinos. Sin embargo en Asia es muy apreciado por su valor alimenticio y sus precios son mayores que los del resto de cereales, sobre todo en Japón, donde nunca ha sido alimento para animales.
Se puede consumir en forma de grano (el grano es tetraedral) y en forma de harina. Como grano entero, se hierve de forma similar al arroz, y demora un poco menos. Como harina es habitual utilizarlo en panes y budines y también se elabora pasta o soba (como se conoce en Japón), crepes, sémolas y pasteles. En Rusia y Ucrania se consume hervido, mezclado con mantequilla o leche y se conoce como grechnevaya kasha.
Gracias a su alto nivel proteico se usa también para la alimentación animal. Además, puede utilizarse como sustituto de grasas y espesante ya que el 70 % del grano es almidón.
Medicina tradicional
Tradicionalmente se ha venido usando las semillas maduras frescas y trituradas para curar los eczemas y tumores aplicadas en forma de cataplasma. 
Otros usos
Su cáscara se utiliza en Japón desde hace más de 500 años como relleno para fabricar almohadas.

## Información nutricional
Esta planta es catalogada por sus defensores como la "reina de la proteína vegetal"  debido a su alto contenido en proteínas (entre un 10 y un 13 %), aunque el trigo tiene un porcetaje similar (9-14%) pero muy inferior a de la soja (hasta un 36%), argumentando su gran disponibilidad (se calcula que podemos asimilar el 70 %). A la vez es muy rico en lisina (aminoácido escaso en las proteínas vegetales) y en otros aminoácidos esenciales (arginina, metionina, treonina y valina).
No contiene gluten, ya que no tiene ninguna relación con los cereales y por ello es ideal en dietas para los celíacos. Además no contiene lectina, la cual puede resultar irritante.
Es un alimento energético y nutritivo. Ideal en países fríos o en invierno y es muy conveniente para personas mayores, niños y convalecientes.
Se asocia su cultivo con la implantación de colmenas para la obtención de miel y favorecer la fecundación. Esto es así porque sus características biológicas favorecen que las abejas produzcan más miel.

### Sin gluten
Como el trigo sarraceno no contiene gluten, puede ser consumido por personas con trastornos relacionados con el gluten, como celiaquía, sensibilidad al gluten no celíaca o dermatitis herpetiforme.  No obstante, los productos de trigo sarraceno pueden tener contaminación por gluten.

## Taxonomía
Fagopyrum esculentum fue descrita por Conrad Moench y publicado en Methodus Plantas Horti Botanici et Agri Marburgensis : a staminum situ describendi 290. 1794.
Sinonimia
- Fagopyrum cereale Raf.
- Fagopyrum dryandrii Fenzl
- Fagopyrum emarginatum (Roth) Meisn.
- Fagopyrum emarginatum var. kunawarense Meisn.
- Fagopyrum esculentum subsp. ancestralis Ohnishi
- Fagopyrum fagopyrum (L.) H.Karst. nom. invalid.
- Fagopyrum polygonum Macloskie nom. illeg.
- Fagopyrum sagittatum Gilib. nom. inval.
- Fagopyrum sarracenicum Dumort.
- Fagopyrum vulgare T.Nees
- Fagopyrum vulgare Hill ex Druce nom. inval.
- Fagopyrum vulgare Delarbre nom. illeg.
- Polygonum fagopyrum L.
- Polygonum cereale Salisb. nom. illeg.
- Polygonum emarginatum (Roth)[15][16]

## Propiedades medicinales
Las sumidades florales del trigo sarraceno son muy ricas en rutina que es un flavonoide ideal para tratar la fragilidad y permeabilidad de los capilares sanguíneos. Por ello es muy conveniente en varices, hemorragias retinales y otros problemas circulatorios ya que además tiene una función antiinflamatoria.[cita requerida]
En la medicina popular se ha venido usando en forma de infusión, mientras que a nivel farmacéutico se aísla la rutina para elaborar preparados circulatorios.[cita requerida]
Su contenido en vitaminas del grupo B junto con su aporte de hierro son buenos aliados contra la anemia.[cita requerida]
Al ser un alimento rico en ácido oleico, linoleico, palmítico y linolénico, el trigo sarraceno o alforfón ayuda en la lucha contra el colesterol y las enfermedades cardiovasculares.[cita requerida]

## Nombres comunes
Alforfón, alforjón, fajol, grano turco, sarraceno, trigo árabe, trigo cabruno, trigo-haya, trigo negro, trigo sarracénico, trigo sarraceno.
La palabra alforfón deriva, según la RAE, del árabe "al-furfur". En catalán se denomina fajol ya que recuerda el fruto del haya (faig).